# Mike Fuentes
Michael Christopher Fuentes (San Diego, 14 de dezembro de 1984), é o ex-baterista da banda de post-hardcore Pierce the Veil ao lado de seu irmão Vic Fuentes, que canta e toca guitarra na banda. Ele está fornecendo bateria e percussão para o supergrupo de post-hardcore Isles & Glaciers e também têm um projeto solo de hip hop chamado MikeyWhiskeyHands. Em dezembro de 2017 fez uma pausa na carreira de baterista após acusações de má conduta sexual, mesmo ano em que foi afastado da banda Pierce The Veil pelo motivo citado acima.
Fuentes, e seu irmão Vic, são de ascendência mexicana e irlandesa.
Fuentes assinou contrato com a gravadora Velocity Records em março de 2012.

## Discografia

### Before Today
A Celebration of an Ending (2004)

### Pierce the Veil
- A Flair for the Dramatic (2007)
- Selfish Machines (2010)
- Collide with the Sky (2012)
- Misadventures (2016)

### Isles & Glaciers
- The Hearts of Lonely People EP - (2010)

### MikeyWhiskeyHands!
Auto-lançado
- "Money Matrz, Bitches Don't"
- "Straight Golden" with "The Saintz"
- "Tonight (Living the Life)"
- "Party with the Band"
- "This Ain't a Game" (com Jonny Craig (cretitado como Dr.Craig)
- "$ex, Drugz and WhiskeyHands" (com Jonny Craig (creditado como Dr. Craig) & Jaime Preciado (creditado como the Architechhh)

Pela Velocity Records
- Get Your Mind Right (2012)

## Alegações de má conduta sexual
Em novembro de 2017, Mike Fuentes foi acusado de corrupção de menores e de solicitar fotos íntimas para uma garota menor de idade. A garota alegou que, em 2007, eles se conheceram num show da banda de Mike (Pierce the Veil) no clube Chain Reaction em Anaheim, na Califórnia. Quando Fuentes tinha 24 anos e ela menos de 16, depois de se conhecerem, mantiveram contato pelo MySpace e se relacionaram sexualmente após se encontrarem novamente em um show durante a Warped Tour. A relação do casal durou até a garota completar 18 anos.
Outro caso aconteceu com uma suposta vítima que acusou Mike de solicitar fotos íntimas para uma menor. Hoje com 23 anos, a vítima contou em sua acusação que conheceu o baterista na Warped Tour de 2008 e trocaram números de telefone mantendo contato. Quando ela tinha apenas 15 anos, Mike solicitou que ela enviasse fotos íntimas.
Mike Fuentes respondeu sobre essas acusações em 16 de dezembro de 2017 e decidiu que irá entrar em um hiato na sua carreira com o Pierce the Veil.